# Важкі крейсери типу «Де-Мойн»
Крейсери типу «Де-Мойн» були трьома дуже великими важкими крейсерами ВМС США, введеними в експлуатацію в 1948 і 1949 роках. Вони були останніми з артилерійських важких крейсерів. Більшими за розмірами в американському флоті серед відповідного класу кораблів були лише  30 000 тонні «великі крейсери» типу «Аляска», які мали чимало характеристик лінійних крейсерів. Два були виведені з експлуатації до 1961 року, але «Ньюпорт-Ньюс» служив до 1975 року.  — «Салем» нині корабель-музей у Квінсі, штат Массачусетс. Два інших були утилізовані.

## Конструкція
Похідні від важких крейсерів типу «Балтімор», вони мали більші розміри, покращене компонування машин і нову конструкцію швидкозарядної восьмидюймової гармати головного калібру  Mk16. Гармати Mk16 були першими 8-дюймовими самозарядними гарматами, що стали на озброєння ВМС США, забезпечували набагато вищу скорострільність, ніж попередні конструкції. Вони були  здатні підтримувати темп вісім пострілів на хвилину на ствол, що приблизно вдвічі більше, ніж у попередніх важких крейсерів. Механізм автозаряджання міг працювати на будь-якій висоті підйому ствола, надаючи гарматам певні зенітні спроможності. 
У той час як допоміжна батарея з шести здвоєних гармат 5"/38 Mk12 DP практично не змінилася в порівнянні з крейсерами типу «Орегон Сіті» та «Балтімор», тип «Де-Мойн» мав потужнішу батарею малокаліберних зенітних гармат, включаючи 12 здвоєних 3-дюймових /50 Mk27 і пізніших гармат Mk33, які  розглядалися як більш ефективні проти сучасних повітряних загроз, ніж 40- мм Bofors на попередніх типах крейсерів.

## Історія служби
Було заплановано дванадцять кораблів цього типу, але було завершено лише три. Замовлення на «Даллас» скасували при готовності корпусу приблизно на 28 відсотків.
Їхня швидкість робила їх цінними для груп супроводу  авіаносців. Крейсери були також  корисними, демонструючи прапор під час візитів доброї волі. Перші два були списані в 1961 і 1959 роках відповідно, але «Ньюпорт-Ньюс» залишався в строю до 1975 року, прослуживши протягом тривалого періоду (1962-1968) як флагман Другого флоту США, і надаючи ефективну вогневу підтримку біля В'єтнаму з 1967 по 1973 рік. 
Місії корабля включали обстріл цілей поблизу берегової лінії Північного В'єтнаму. У серпні 1972 року він здійснив нічний наліт на гавань Хайфону разом з іншими кораблями ВМС США, обстрілявши позиції берегової оборони, ракетні комплекси «земля-повітря» та аеродром КатБі.
«Ньюпорт-Ньюс» був останнім діючим повністю артилерійським крейсером (безперервно служив 25,5 років) і першим повністю кондиціонованим надводним кораблем у ВМС США. «Салем» — корабель-музей у Квінсі, штат Массачусетс . «Ньюпорт-Ньюс» був залишений у резерві на верфі у Філадельфії та зданий на металобрухт у 1993 році, а «Де-Мойн» — у 2006–2007 роках. Замовлення на «Даллас» (CA-140) і вісім інших кораблів (CA-141-CA-143 і CA-149-CA-153) були скасовані наприкінці Другої світової війни. 